# Marek Wojciech Chmurzyński
Marek Wojciech Chmurzyński (ur. 11 lutego 1945 w Warszawie, zm. 13 kwietnia 2019) – polski historyk sztuki i muzealnik, wieloletni dyrektor Muzeum Karykatury im. Eryka Lipińskiego w Warszawie.

## Życiorys

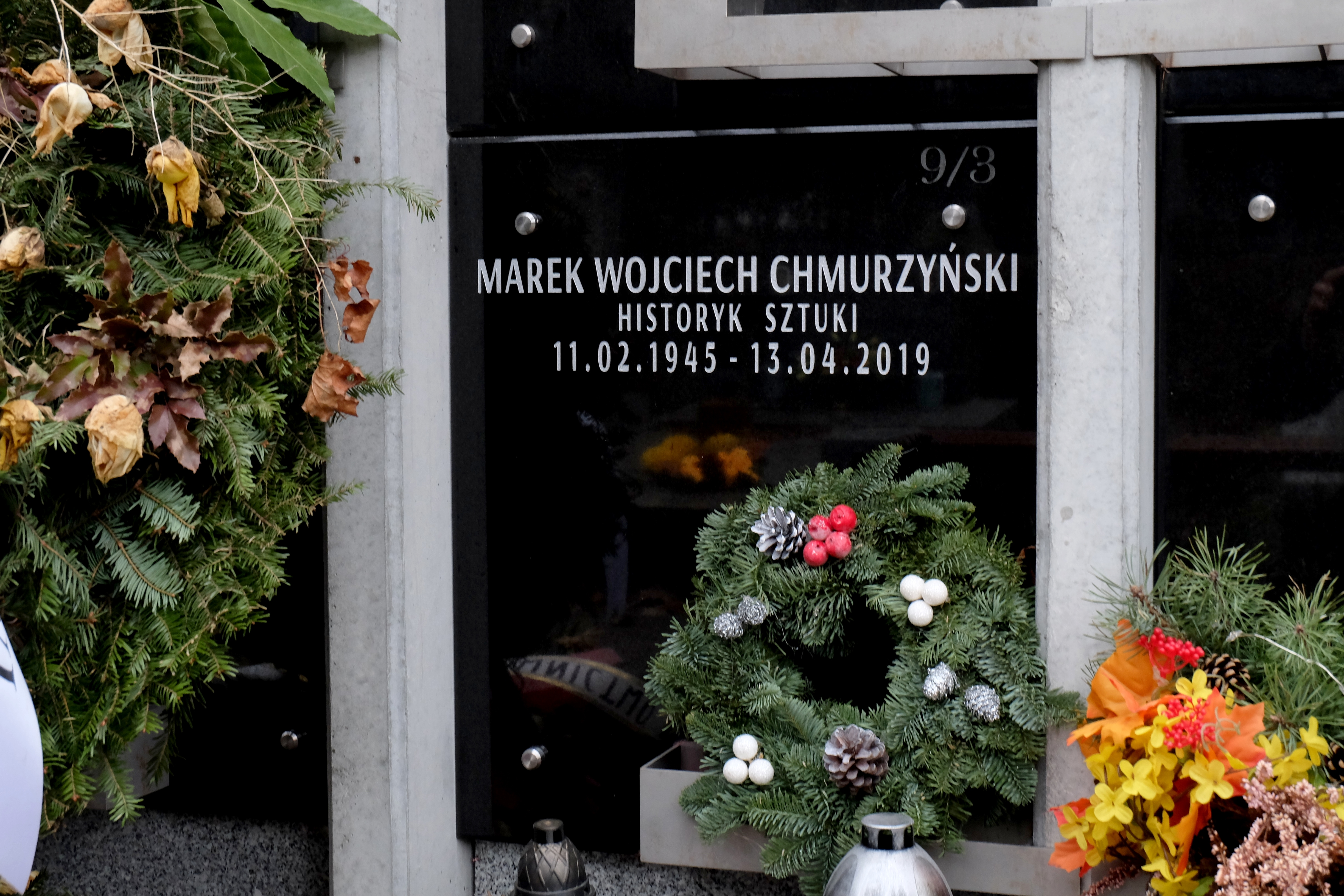
Grób Marka Wojciecha Chmurzyńskiego na Cmentarzu Wojskowym na Powązkach w Warszawie

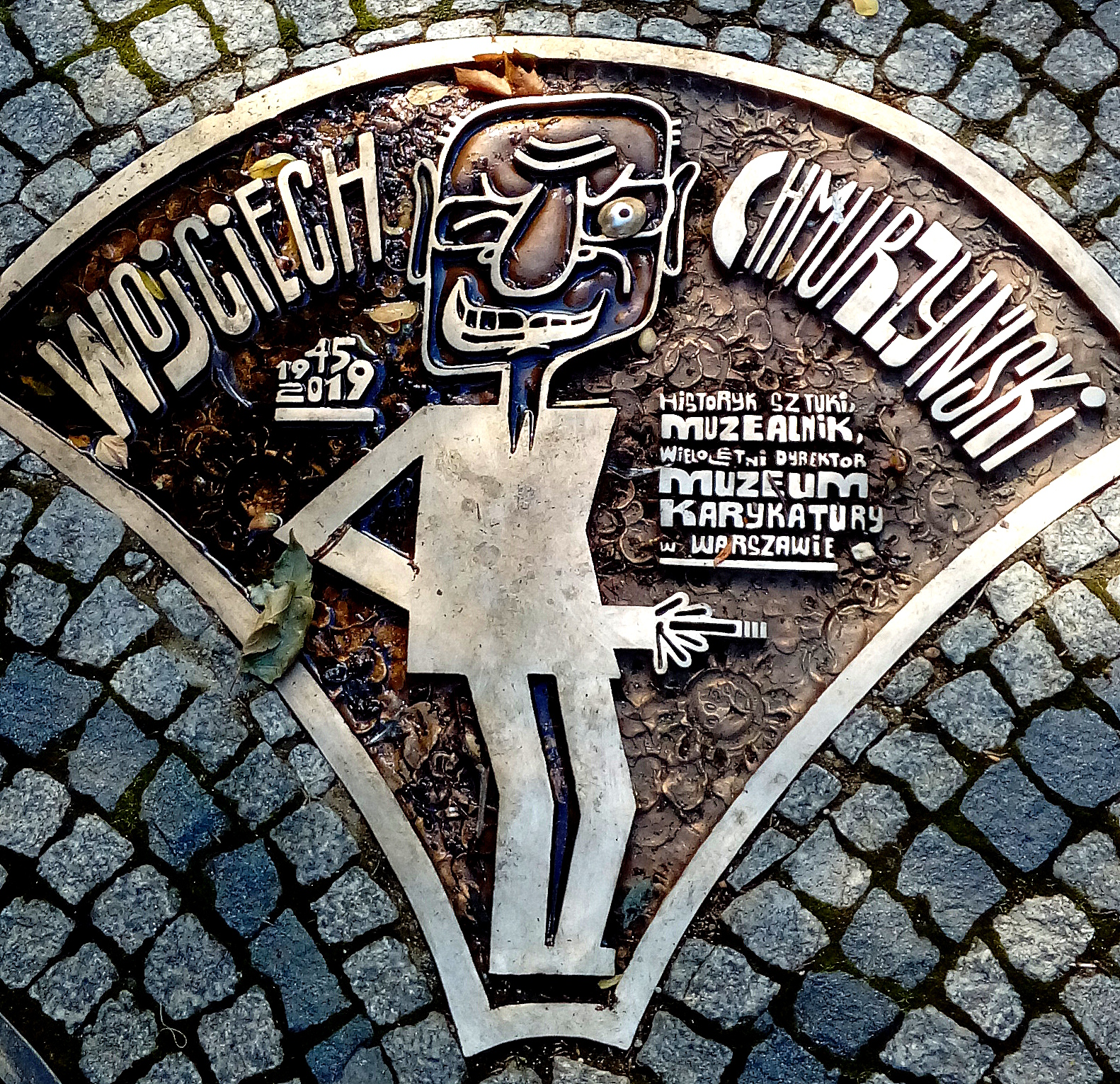
Tablica pamiątkowa w Alei Gwiazd Satyrykonu na głównym deptaku Legnicy (ul. Najświętszej Marii Panny)

Był absolwentem historii sztuki na Wydziale Historycznym Uniwersytetu Warszawskiego (opiekunem jego pracy magisterskiej był prof. Stanisław Lorentz). Ukończył również Studium Podyplomowe Działalności Kulturalnej na UW. Od 1970 do 1971 był kierownikiem Muzeum im. Kazimierza Pułaskiego w Warce-Winiarach przygotowując także wystawę jubileuszową na 650-lecie Warki. Następnie od 1972 do 1973 związany był z Muzeum Kultury Fizycznej i Turystyki w Warszawie, a w latach 1973–1995 piastował funkcje kierownika Działu Sztuki w Muzeum Literatury im. Adama Mickiewicza w Warszawie. Od grudnia 1995 do czerwca 2011 piastował funkcję dyrektora Muzeum Karykatury im. Eryka Lipińskiego w Warszawie. Przez kilka lat był również członkiem Stowarzyszenia Polskich Artystów Karykatury.
Jako muzealnik był autorem i współautorem wielu ekspozycji o charakterze interdyscyplinarnym prezentowanych w kraju i za granicą, a także autorem publikacji popularnonaukowych i katalogów wystaw. W uznaniu zasług został uhonorowany między innymi Erykiem 2005 za 10-letnią działalność na rzecz karykatury polskiej jako dyrektor Muzeum Karykatury, a także odznaczony Brązowym Medalem „Zasłużony Kulturze Gloria Artis” w 2005 oraz Srebrnym Medalem „Zasłużony Kulturze Gloria Artis” w 2011. W 2007 został wyróżniony także tytułem „Zasłużony dla Warszawy”.
Zmarł 13 kwietnia 2019 i został pochowany na Cmentarzu wojskowym na Powązkach w Warszawie w kolumbarium (Q kol. 4-3-9).